# Stazioni radio base mascherate
In telecomunicazioni si può riscontrare una forte opposizione locale alla costruzione di nuove stazioni radio base a causa del forte impatto visivo che esse possono provocare nell'ambiente naturale circostante. Questo problema può venire risolto brillantemente con l'installazione di una stazione radio base mascherata, che rende minimo l'impatto visivo e ambientale.
Vi sono vari mascheramenti disponibili: infatti si può rendere la stazione uguale ad un albero, può diventare una struttura rooftop (per confondersi con l'abituale arredo urbano, ad es. un camino o una pannellatura). In alternativa si può utilizzare un mascheramento di ricercato design che, invece di rendere la stazione "invisibile", la rende più appariscente; essa verrà apprezzata comunque dal pubblico a causa del buon gusto della struttura esterna.

## Mascheramento con alberi artificiali
La crescente necessità di mascheramento delle stazioni radio base ha portato a soluzioni di mimetizzazione delle antenne, come gli alberi artificiali, facilmente inseribili in ambienti che richiedano un basso impatto ambientale. Per soddisfare le esigenze riguardo a diversi ambienti climatici e naturali sono disponibili differenti tipi di antenna mimetizzati da pino, palma, cipresso... che si distinguono per la forma della chioma e l'aspetto della corteccia.
La chioma è composta da rami in materiali plastici progettati tenendo conto di quantità, forma e disposizione atte a mascherare totalmente ed in maniera naturale le antenne e le parti accessorie. I materiali utilizzati, oltre a garantire una assoluta trasparenza radioelettrica e la resistenza ai raggi UVA, mantengono nel tempo le proprie caratteristiche meccaniche e di colorazione.

### Caratteristiche della struttura degli alberi artificiali

#### Struttura in metallo
Il palo consiste in una struttura portante in acciaio divisa in diversi assi poligonali, la cui parte superiore è pensata per alloggiare l'antenna e la parte di mascheramento. Gli assi sono formati da gusci di acciaio piegato a freddo che sono saldati longitudinalmente e sono corredati con ali interne. La struttura portante è in acciaio zincato.

#### Antenne e cavi
Le antenne sono fissate nella parte superiore su un'asta centrale di acciaio, alternativamente su alcuni bracci estendubili in acciaio zincato dello stesso colore dei rami dell'albero artificiale. Le foglie garantiscono il totale mascheramento delle antenne, e i cavi sono nascosti e protetti all'interno del tronco.

#### Chioma
La chioma dell'albero artificiale è composta da un numero adeguato di rami e le relative foglie. I rami sono composti da elementi di diverso diametro, in modo da creare un'apparenza naturale. Vengono usati degli speciali materiali plastici che garantiscono una perfetta trasparenza ai raggi UV.
I rami di un albero artificiale sono composti da un principale elemento strutturale che è fatto di PFRV, e da foglie, fatte di materiale plastico.
Il principale elemento strutturale è piegato ed ha una sezione variabile da punta a coda. Il fogliame è flessibile ed ha diverse sezioni e dimensioni per renderlo verosimile agli occhi di un osservatore.
Le parti principali della chioma possono venire verificati con test di invecchiamento UV, secondo lo standard ASTM G 154-06 Standard Practice for Operating Fluorescent Light Apparatus for UV Exposure of Nonmetallic Materials. 
La resistenza dei materiali ai raggi UV non ha nessun significato se espresso in anni, ma la vita del prodotto dipende dalla quantità totale di UV che viene assorbita durante la vita stessa. Questo parametro dipende dalla zona del mondo in cui il prodotto è installato.

#### Radiotrasparenza
Sono state effettuate delle misure comparative tra le radiazioni emesse senza mascheramento e quelle emesse da una stazione radio base mimetizzata; i risultati, visibili in figura [quale?], evidenziano come la differenza media del segnale è minore di 1 dB.

## Tipologie di alberi artificiali mascherati
Si possono trovare diverse tipologie di mimetizzazione di alberi artificiali, ognuna delle quali è praticamente identica alla versione originale. Di seguente si riporta qualche esempio.

### Mimetizzazione pino
Il mascheramento della stazione radio base nella forma di pino nero è adatto per quegli ambienti dove si possono trovare alberi della famiglia Pinus nigra; la mimetizzazione permette di annullare l'impatto visivo.
La mimetizzazione nella forma di pino marittimo è pensato per mascherare le stazioni in quegli ambienti dove si possono trovare alberi della famiglia Pinus pinaster.

### Mimetizzazione palma
È possibile mascherare la stazione radio base nella forma di palma da dattero, della famiglia Phoenix (botanica); questo tipo di mimetizzazione rende minimo l'impatto visivo della struttura negli ecosistemi dove questo tipo di palme sono presenti.
Un differente tipo di mascheramento palma è quello nella forma di palma da cocco (Cocos nucifera), essa è ideale per quegli ambienti dove questo tipo di albero è presente.
Oppure si trova il mascheramento nella forma fi palma nana, che appartiene alla famiglia Chamaerops humilis; negli ambienti dove questo tipo di palma è maggiormente presente, la stazione radio base si mimetizza perfettamente.

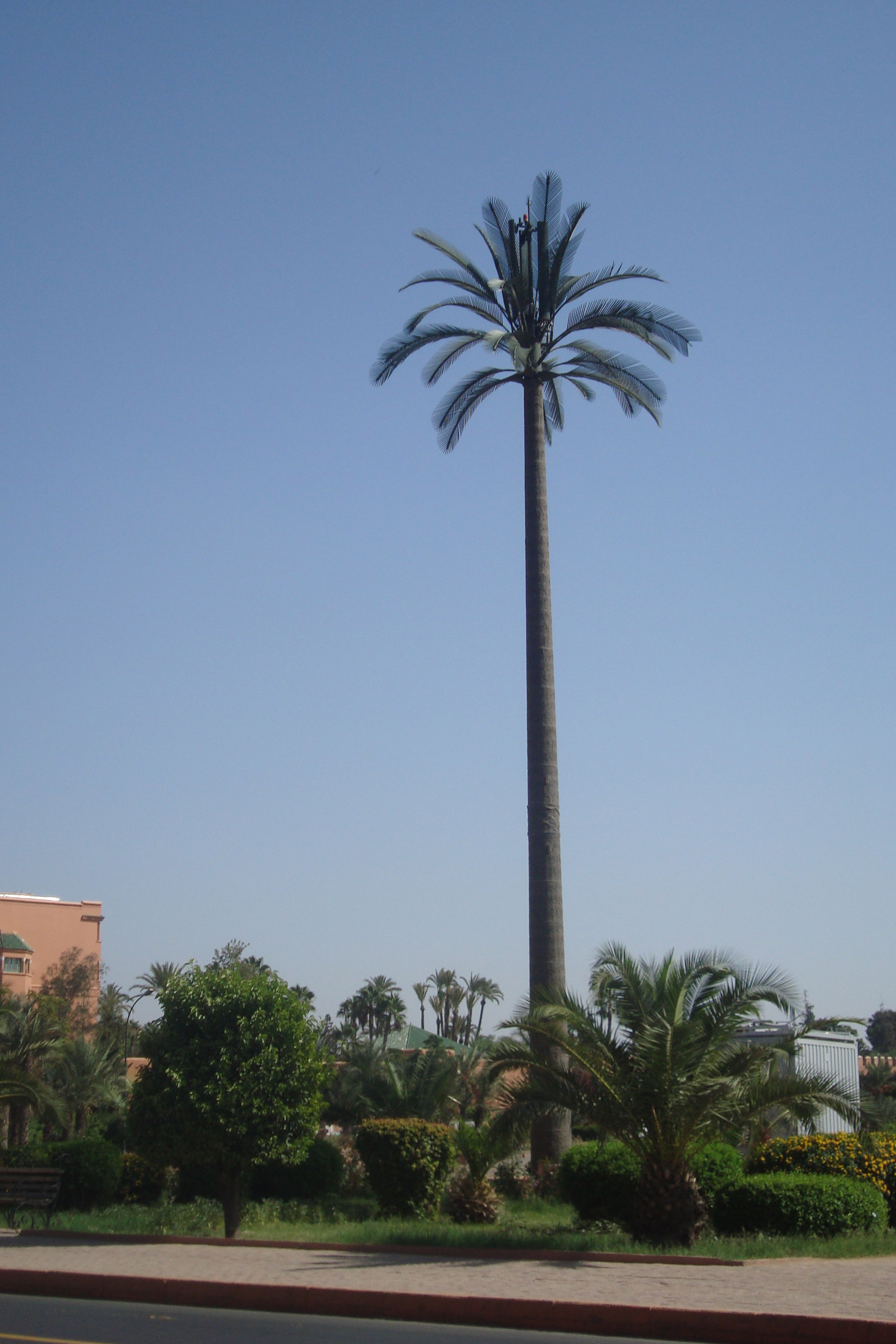
Esempio di mimetizzazione palma da dattero

## Strutture rooftop mascherate
La riduzione dell'impatto ambientale, per le stazioni radio base in aree urbane, è stata affrontata utilizzando delle strutture di mascheramento che si confondono con il paesaggio urbano; ad esempio esistono degli accorgimenti detti finti camini: strutture con altezze variabili da 6 ad 12 m, utilizzate per il mascheramento di uno o più gestori sulla stessa stazione.
La struttura portante metallica è formata da un palo in acciaio in più tronchi, in base all'altezza complessiva della struttura. Ogni tronco ha un'altezza massima di 3 m ed un peso non superiore a 100 kg, per rendere agevole l'installazione sul tetto degli edifici. Il telaio di base è fissato sul tetto per mezzo di tasselli chimici o ad espansione in modo da assicurare un'adeguata distribuzione del carico sulla superficie del tetto. Le dimensioni del telaio variano in funzione di quelle del camino e del luogo di installazione.
I materiali del comignolo e di mascheramento sono in plastiche speciali, prive di impurità metalliche e adatte a resistere ad un vento di oltre 160 km/h con temperature d'esercizio comprese tra i – 40 e i + 110 °C.

## Mascheramento tramite pannellatura modulare
Sempre in uno scenario urbano è possibile installare dei pannelli che mimetizzano le stazioni radio base e rendono più piacevole la vista di tali siti. 
Esiste un'ampia gamma di soluzioni finalizzate a ridurre l'impatto visivo di strutture rooftop situate in ambito urbano. Si tratta di sistemi modulari di pannellature che possono essere fissate con facilità ai rooftop esistenti portando ad un loro integrale restyling in tempi ridotti e con costi contenuti. I materiali utilizzati spaziano dai teli speciali per esterno, alla vetroresina, ai materiali plastici e microforati.

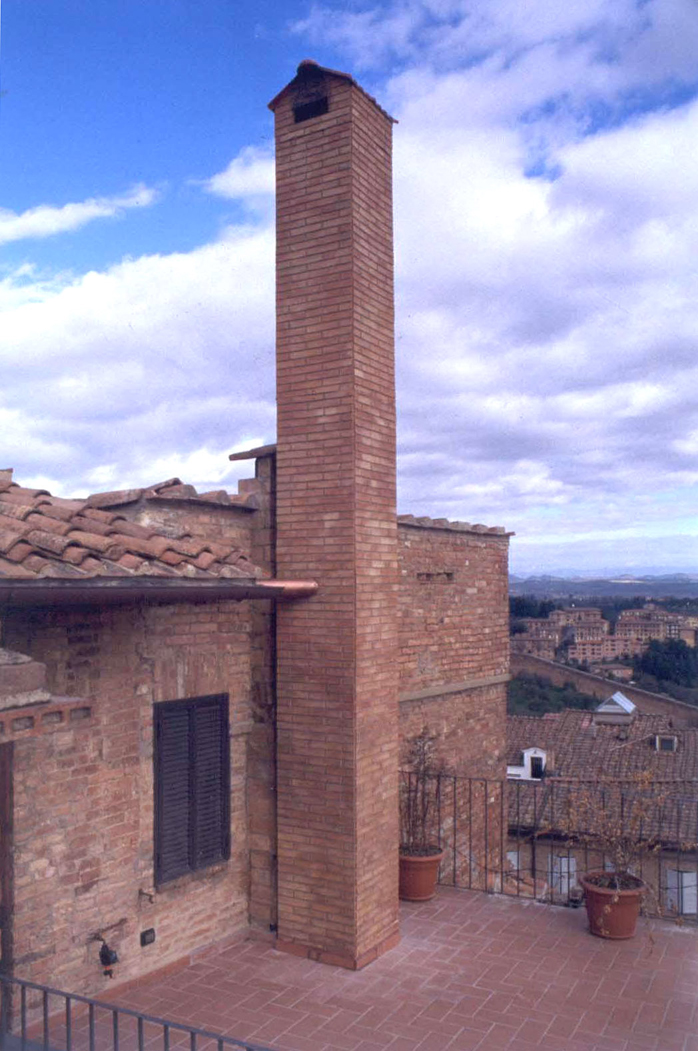
Stazione radio base mimetizzata da camino

## Strutture di arredo urbano
Questo tipo di mimetizzazione è una risposta innovativa al problema dell'impatto ambientale di strutture porta antenne su edificio. Qualsiasi infrastruttura tecnologica, infatti, può essere armonicamente inserita nel tessuto urbano che la circonda diventandone addirittura una componente di arredo. 
Si possono trovare diversi modelli di questo tipo di mascheramenti che spaziano da una struttura di arredo urbano che coniuga design, tecnologia ed esigenze funzionali rivestita in Vitroplex, un materiale di colore azzurro tenue e aspetto satinato, trasparente alla luce ed alle onde elettromagnetiche; a una struttura per telecomunicazioni accessoriato con un pannello a messaggio variabile utilizzabile per pubblicità, previsioni meteo, informazioni sul traffico.
Se invece l'obiettivo è di rendere la stazione radio base più visibile, si possono trovare delle soluzioni di aspetto molto gradevole che evidenziano loro stesse e si collocano in modo armonico nell'arredo urbano circostante. Come ad esempio la struttura Mosaictower, che è una struttura Telestyle rivestita da pannelli in vetrocamera, riempita da tessere in vetro di Murano, che vanno a creare un mosaico sui toni fra il verde e l'azzurro.

### Telestyle
I Telestyle sono infrastrutture di arredo urbano che azzerano l'impatto architettonico delle antenne coniugando design, tecnologia ed esigenze funzionali.
Questo tipo di strutture valorizzano il mascheramento rendendo le stazioni radio base, di fatto, infrastrutture di arredo urbano atte, oltre all'alloggiamento di antenne e apparati radio, a coniugare molteplici funzionalità: dall'illuminazione stradale, al controllo del territorio (telecamere, rilevatori di velocità per autoveicoli, etc.), dell'ambiente (rilevamento di parametri di inquinamento) e della comunicazione (pubblicità, previsioni meteo, informazioni sul traffico, ecc.).